# Thierry Vigneron
Thierry Vigneron (ur. 9 marca 1960 w Gennevilliers) – francuski lekkoatleta, skoczek o tyczce. 
Brązowy medalista mistrzostw Europy juniorów z 1979. W roku 1983 zdobył srebrny medal uniwersjady. Brązowy medalista igrzysk olimpijskich w Los Angeles (1984) ex aequo z Amerykaninem Earlem Bellem. Wicemistrz świata z Rzymu (1987). Srebrny medalista światowych igrzysk halowych w 1985 (Paryż), brązowy - halowych mistrzostw świata w Indianapolis (1987). 3-krotny halowy mistrz Europy (1981, 1984, 1987), brązowy medalista HME (1990). 4-krotny rekordzista świata (do 5,91 w 1984).